# Tambourin club gignacois
Maillots
Le Tambourin club gignacois est un club français de balle au tambourin localisé à Gignac (Hérault). L'équipe fanion masculine du club évolue en Championnat de France de balle au tambourin.

## Histoire
Fondé en 1901, le club champion de France 1995 est "refondé" en 1996.
Les deux équipes fanions du club évoluent longtemps, avec succès, parmi l'élite : Championnat de France de balle au tambourin et Championnat de France de balle au tambourin féminin. Après la saison 2009, Gignac joue dans l'antichambre de l'élite chez les hommes et chez les femmes. L'équipe masculine retrouve le plus haut niveau après une saison 2010 en N2, en accrochant au passage le titre à ce niveau.

## Palmarès

### Palmarès masculin
- Champion de France : 1954, 1955, 1960, 1964, 1966, 1983, 1984, 1985, 1990, 1991, 1994 et 1995[3].

- Coupe de France : 1955, 1961, 1962, 1965, 1972, 1983, 1984, 1986, 1988, 1990 et 1995[4].

### Palmarès féminin
- Champion de France : 1996